# 벤섬

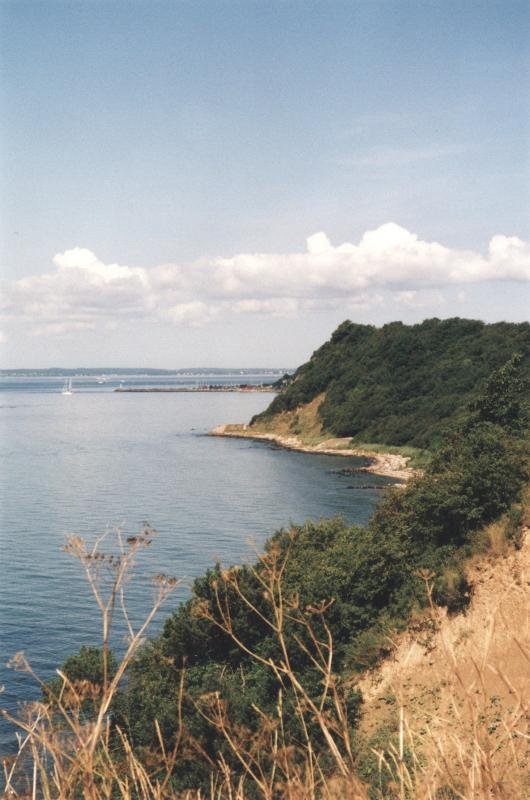
벤 섬 남서부 연안

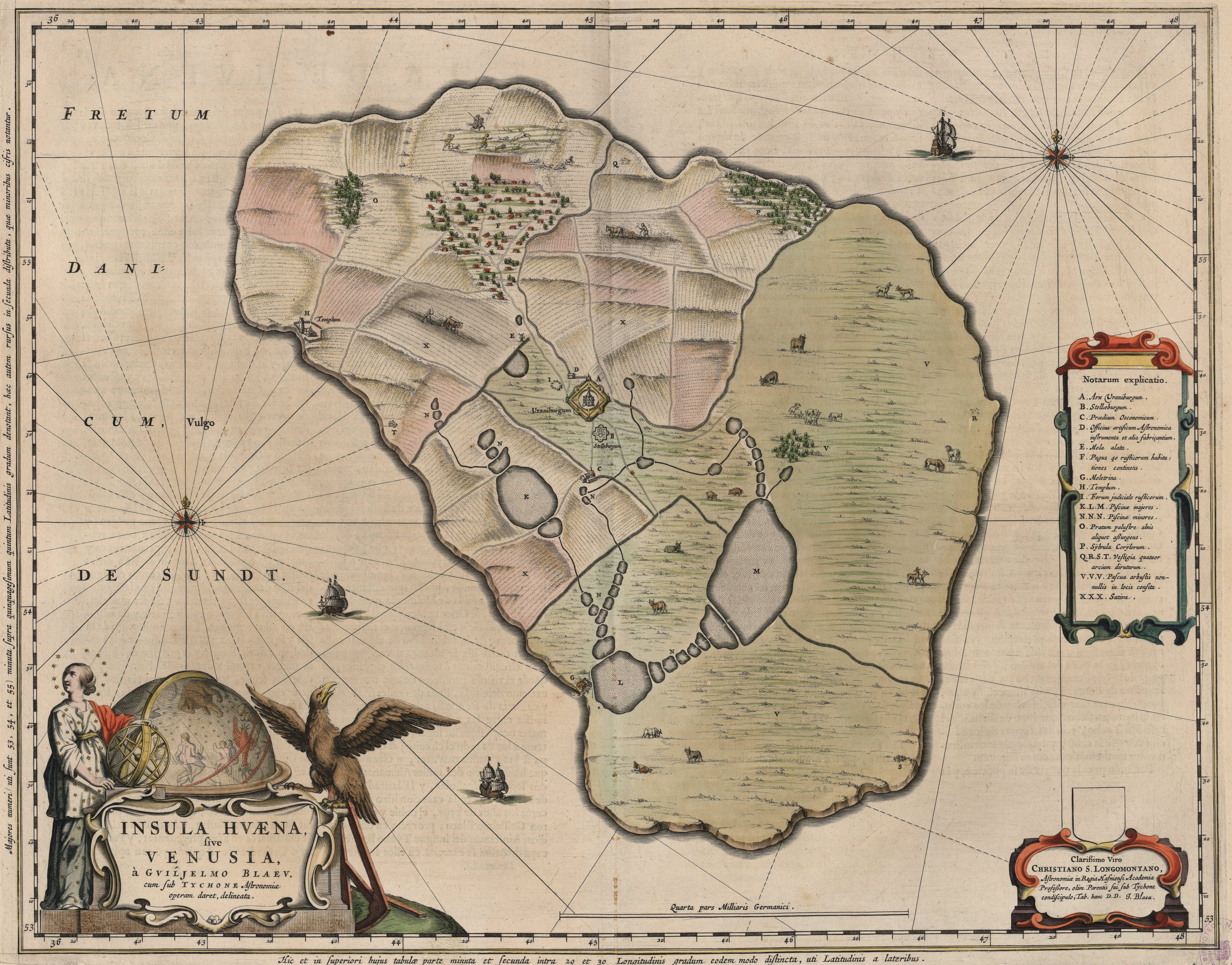
1663년판 Blaeu Atlas에 실린 벤 섬의 지도

벤섬(스웨덴어: Ven, 덴마크어: Hven)은 외레순 해협에 있는 섬이다. 면적은 7.5km2이다. 스웨덴 스코네주 란스크로나 시에 속한다.

## 역사
역사적으로는 덴마크령이었다. 덴마크의 천문학자 튀코 브라헤가 2개의 천문대 우라니보르크와 스티에르네보르크를 세웠다.
1658년 로스킬레 조약에 의해 스코네를 스웨덴이 차지하게 되었는데, 벤 섬이 명시적으로 포함되어 있지 않아서 모호한 상태였다. 불만을 가진 스웨덴은 5월 6일 섬에 군대를 보내 점령했다. 벤 섬은 1660년 코펜하겐 조약에 의해 스웨덴에 정식으로 편입됐다.